# Mani Pulite - Il duello
Mani Pulite – Il duello è un film-documentario riguardo all'inchiesta Mani pulite, curato da Pino Corrias, Renato Pezzini, Roberto Capanna, Peter Freeman e Paolo Luciani.
È l'ultimo documentario-inchiesta sull'inchiesta, trasmesso il 9 luglio 1997 su Rai 2 e nel 2008 è andato in onda per la prima volta su RaiSat Premium.

## Trama
Il film racconta lo sviluppo dell'inchiesta durante il 1994, anno che segnò la discesa in campo di Silvio Berlusconi con la vittoria delle Elezioni politiche e la formazione del suo primo governo, e le dimissioni di Antonio Di Pietro dalla Magistratura, poche settimane dopo l'invito a comparire allo stesso Berlusconi nell'ambito dell'inchiesta delle tangenti pagate dal gruppo Fininvest alla Guardia di Finanza.

## Contenuti
In documentario contiene interviste a:
- Roberto Chiodi, giornalista
- Gherardo Colombo, magistrato titolare dell'inchiesta
- Piercamillo Davigo, magistrato titolare dell'inchiesta
- Domenico De Biase, ex ispettore ministeriale
- Marcello Dell'Utri, ex presidente di Publitalia e Deputato di Forza Italia
- Alida Fanolli, regista televisivo del processo Cusani
- Giovanni Maria Flick, ex Ministro della Giustizia (MPU)
- Cesare Previti, ex Ministro della Difesa (FI)
- Nicola Quatrano, sostituto procuratore Napoli
- Paolo Cirino Pomicino, ex Ministro del Bilancio (DC)
- Angelo Viveri, sindaco di Albenga

Il documentario include inoltre numerosi video di archivio di interviste, e diversi frammenti da programmi televisivi e telegiornali di RAI e Fininvest.